# حالة اللعب (فلم)
حالة اللعب (بالإنجليزية: State of Play) هو فيلم سياسي، لعام 2009 من إخراج كيفين ماكدونالد، وهو يستند إلى المسلسل التلفزيوني البريطاني لعام 2003 الذي يحمل نفس الاسم، تم التصوير الرئيسي في الفترة ما بين 11 يناير 2008، و6 أبريل 2008.

## قصة
يحكي الفيلم عن تحقيق صحفي (راسل كرو) في وفاة مشبوهة لمساعد وعشيقة عضو الكونغرس (بن أفليك)

## طاقم التمثيل
| الشخصية                 | الممثل         |
| ----------------------- | -------------- |
| كال ماكافري             | راسل كرو       |
| ستيفن كولينز            | بن أفليك       |
| ديلا فري                | رايتشل مكأدامز |
| كاميرون لين             | هيلين ميرين    |
| آن كولينز               | روبين رايت     |
| ديت. دونالد بيل         | هاري لينكس     |
| دومينيك فوي             | جيسون بيتمان   |
| جورج فيرجوس             | جيف دانييلز    |
| بيت                     | جوش موستل      |
| جرير ثورنتون            | ويندي ماكينا   |
| سونيا بيكر              | ماريا ثاير     |
| ستيوارت براون           | مايكل جيس      |
| أندرو بيل               | برينان براون   |
| روبرت بينغهام           | مايكل بيريس    |
| هانك                    | مايكل ويستون   |
| الدكتورة جوديث فرانكلين | فيولا ديفيس    |
| جين ستافيتز             | باري شبكة هنلي |
| PointCorp Insider       | ديفيد هاربر    |
| جيسي                    | زوي ليستر-جونز |
| روندا سيلفر             | كاتي ميكسون    |
| مندي                    | سارة لورد      |
| ديشاون ستاج             | لاديل بريستون  |

## روابط خارجية
- مقالات تستعمل روابط فنية بلا صلة مع ويكي بيانات